# 어른의 사정
어른의 사정(일본어: 大人の事情 오토나노 지죠[*])이란 주로 이해 관계의 사정, 금기와 그 밖의 종류의 사정으로 인해 어떤 공적인 일을 할 수 없게 되어버렸을 때 그에 대한 이유를 간결하게 설명하기 위해 사용되는 일본의 은어이다.
처음 나오게 된 계기는 확실하지 않지만 특히 타사간의 이해 관계 (상표, 저작권 관련)에 의해 명칭, 이름을 쓸 수 없게 된 경우, 종교의 금기, 불상사 및 다른 사정등, 이유를 공공에 알릴 수 없는 경우, 혹은 단지 무사안일주의로 사용되는 경우가 많으며 일본 언론에서도 많이 사용하는 표현이다.

## 같이 보기
- 흑역사
- 금기
- 똥군기
- 꼰대

## 인용
1. ↑  “보관된 사본”. 2009년 9월 25일에 원본 문서에서 보존된 문서. 2009년 9월 25일에 확인함.
2. ↑  “【邦画レビュー】大人の事情で、一番大事なところがカットされた「MW－ムウ－」 - Ameba News [アメーバニュース]”. 2009년 8월 5일에 원본 문서에서 보존된 문서. 2009년 8월 5일에 확인함.
3. ↑  “速報！ アッキーナブログが突如閉鎖 その裏には日テレとの“大人の事情”が……(日刊サイゾー) - livedoor ニュース”. 2008년 6월 10일에 원본 문서에서 보존된 문서. 2010년 7월 21일에 확인함.